# Manly-Warringah Sea Eagles

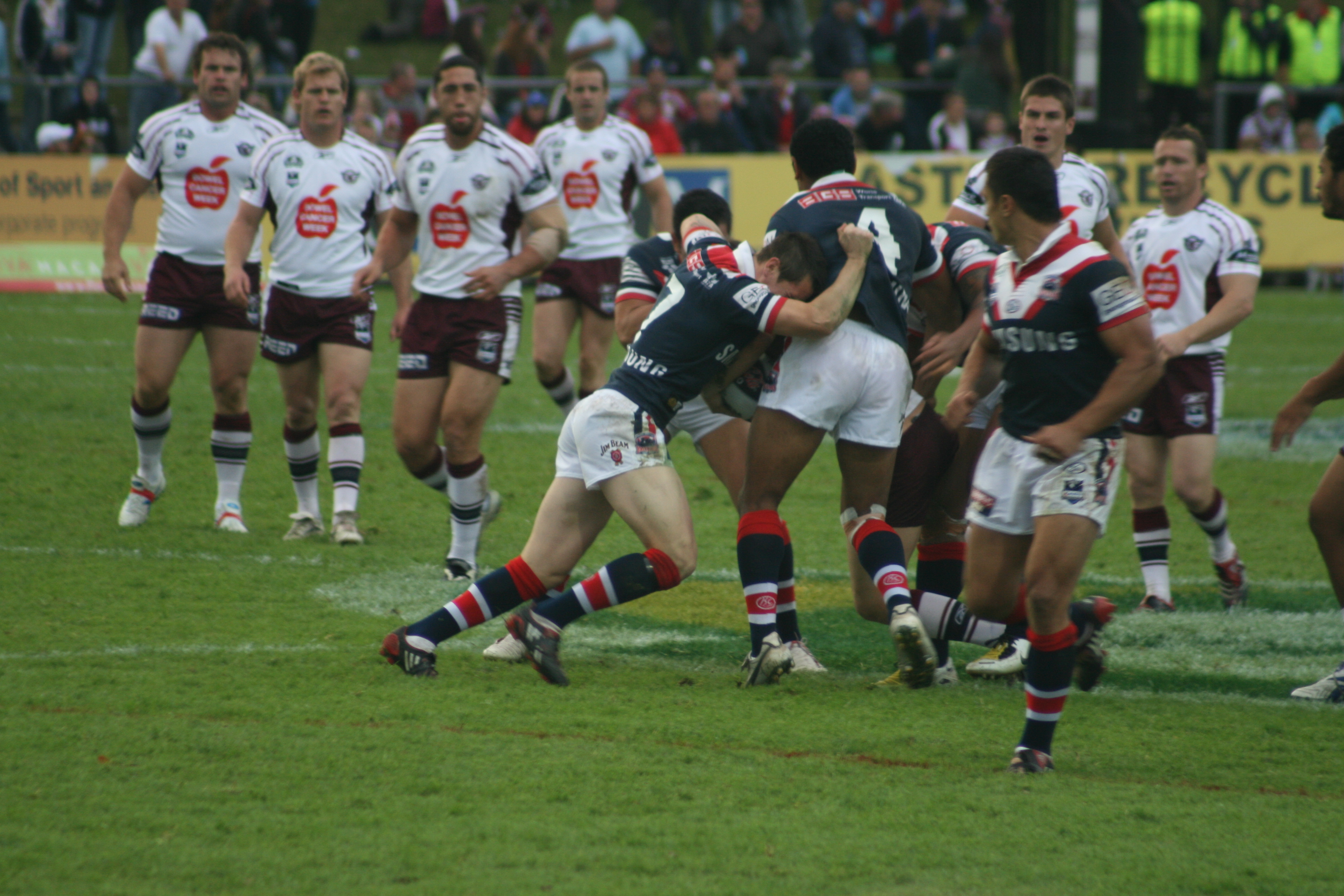
Partido de los Manly-Warringah Sea Eagles de la National Rugby League 2008

Los Manly-Warringah Sea Eagles ("Pigargos de Manly-Warringah") son un equipo de rugby league del área de Northern Beaches de la ciudad de Sídney (Australia). Fue fundado en 1946 y ha jugado en la Liga de Nueva Gales del Sur, la Liga Australiana y actualmente la National Rugby League.
El equipo juega en el Brookvale Oval, y su vestimenta es granate con vivos blancos. Manly-Warringah ha obtenido ocho campeonatos y 11 subcampeonatos de Australia. También ganó el Mundial de Clubes 2009 ante Leeds Rhinos.
Algunos de los jugadores más destacados de Manly-Warringah han sido Cliff Lyons, Graham Eadie, Steve Menzies, Bob Fulton, Michael O'Connor, Geoff Toovey,Terry Randall, Des Hasler y Paul Vautin.
En julio de 2022 ocurrió una controversia luego de que siete jugadores del equipo decidieran boicotear el uso de una camiseta alusiva al orgullo LGBT en su partido del 28 de julio.

## Palmarés

### Campeonatos Mundiales
- World Club Challenge (1): 2009

### Campeonatos Nacionales
- National Rugby League (8): 1972, 1973, 1976, 1978, 1987, 1996, 2008, 2011
- Minor Premiership (5): 1971, 1972, 1973, 1983, 1987